# Natação no Campeonato Europeu de Esportes Aquáticos de 2018 - 100 m livre feminino

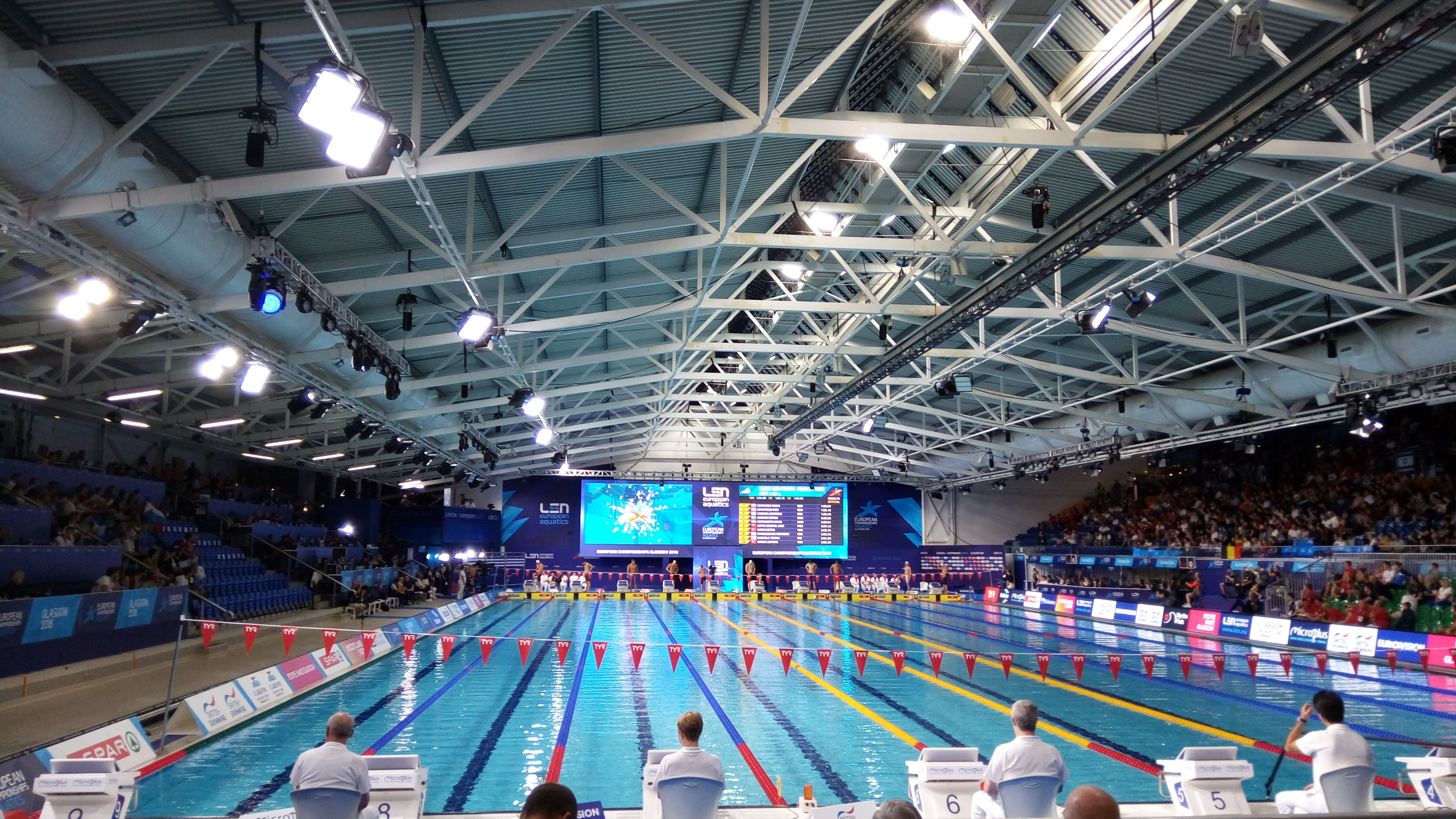
Tollcross International Swimming Centre

A prova dos 100 metros livre feminino da natação no Campeonato Europeu de Esportes Aquáticos de 2018 ocorreu nos dias 7 e 8 de agosto no Tollcross International Swimming Centre, em Glasgow no Reino Unido. 

## Calendário
| Fase          | Data        | Hora  |
| ------------- | ----------- | ----- |
| Eliminatórias | 7 de agosto | 09:00 |
| Semifinal     | 7 de agosto | 17:11 |
| Final         | 8 de agosto | 16:43 |

Todos os horários estão no horário local (UTC+0)

## Recordes
Antes desta competição, os recordes eram os seguintes:
|                       | Nadadora       | Tempo | Local     | Data                 |
| --------------------- | -------------- | ----- | --------- | -------------------- |
| Recorde mundial       | Sarah Sjöström | 51.71 | Budapeste | 23 de julho de 2017  |
| Recorde europeu       | Sarah Sjöström | 51.71 | Budapeste | 23 de julho de 2017  |
| Recorde do campeonato | Sarah Sjöström | 52.67 | Berlim    | 20 de agosto de 2014 |

## Medalhistas
| Ouro                 | Prata                 | Bronze                 |
| Sarah Sjöström (SWE) | Femke Heemskerk (NED) | Charlotte Bonnet (FRA) |

## Resultados

### Eliminatórias
Esses foram os resultados das eliminatórias. 
| Pos. | Bateria | Raia | Nadadora              | Nacionalidade | Tempo   | Notas |
| ---- | ------- | ---- | --------------------- | ------------- | ------- | ----- |
| 1    | 5       | 4    | Pernille Blume        | Dinamarca     | 52.97   | Q     |
| 2    | 6       | 4    | Sarah Sjöström        | Suécia        | 53.45   | Q     |
| 3    | 4       | 4    | Charlotte Bonnet      | França        | 53.90   | Q     |
| 4    | 5       | 5    | Femke Heemskerk       | Países Baixos | 53.96   | Q     |
| 5    | 6       | 7    | Signe Bro             | Dinamarca     | 54.08   | Q     |
| 6    | 6       | 3    | Freya Anderson        | Reino Unido   | 54.27   | Q     |
| 7    | 6       | 2    | Maria Kameneva        | Rússia        | 54.46   | Q     |
| 8    | 5       | 3    | Federica Pellegrini   | Itália        | 54.51   | Q     |
| 9    | 4       | 5    | Marie Wattel          | França        | 54.59   | Q     |
| 10   | 4       | 6    | Anika Apostalon       | Chéquia       | 54.61   | Q     |
| 11   | 5       | 7    | Arina Openysheva      | Rússia        | 54.70   | Q     |
| 12   | 4       | 8    | Katarzyna Wasick      | Polónia       | 54.71   | Q     |
| 13   | 5       | 6    | Andrea Murez          | Israel        | 54.82   | Q     |
| 14   | 4       | 1    | Nina Kost             | Suíça         | 55.08   | Q     |
| 15   | 5       | 2    | Lidón Muñoz           | Espanha       | 55.14   | Q     |
| 16   | 4       | 7    | Anna Hopkin           | Reino Unido   | 55.17   | Q     |
| 17   | 6       | 1    | Erika Ferraioli       | Itália        | 55.24   |       |
| 18   | 4       | 2    | Béryl Gastaldello     | França        | 55.29   |       |
| 19   | 5       | 8    | Julie Kepp Jensen     | Dinamarca     | 55.36   |       |
| 20   | 6       | 8    | Rozaliya Nasretdinova | Rússia        | 55.43   |       |
| 21   | 4       | 3    | Kim Busch             | Países Baixos | 55.45   |       |
| 22   | 6       | 0    | Neža Klančar          | Eslovênia     | 55.58   |       |
| 23   | 6       | 9    | Giada Galizi          | Itália        | 55.62   |       |
| 24   | 3       | 4    | Theodora Drakou       | Grécia        | 55.78   |       |
| 25   | 5       | 1    | Louise Hansson        | Suécia        | 55.81   |       |
| 26   | 5       | 0    | Anna Kolářová         | Chéquia       | 55.87   |       |
| 27   | 2       | 5    | Noemi Girardet        | Suíça         | 56.04   |       |
| 28   | 3       | 1    | Emily Gantriis        | Dinamarca     | 56.09   |       |
| 29   | 3       | 0    | Iryna Pikiner         | Ucrânia       | 56.27   |       |
| 30   | 5       | 9    | Laura Letrari         | Itália        | 56.29   |       |
| 31   | 3       | 3    | Janja Šegel           | Eslovênia     | 56.34   |       |
| 32   | 3       | 7    | Ieva Maļuka           | Letônia       | 56.49   |       |
| 33   | 3       | 6    | Selen Özbilen         | Turquia       | 56.53   |       |
| 34   | 2       | 8    | Ekaterina Avramova    | Turquia       | 56.64   |       |
| 35   | 3       | 5    | Susann Bjørnsen       | Noruega       | 56.97   |       |
| 36   | 2       | 6    | Magdalena Kuras       | Suécia        | 57.10   |       |
| 37   | 3       | 9    | Kalia Antoniou        | Chipre        | 57.12   |       |
| 38   | 2       | 2    | Kertu Ly Alnek        | Estónia       | 57.13   |       |
| 39   | 2       | 7    | Sara Junevik          | Suécia        | 57.24   |       |
| 40   | 2       | 1    | Anastasiya Kuliashova | Bielorrússia  | 57.27   |       |
| 41   | 3       | 8    | Aleksa Gold           | Estónia       | 57.28   |       |
| 42   | 2       | 3    | Gabriela Ņikitina     | Letônia       | 57.32   |       |
| 43   | 2       | 9    | Laura Benková         | Eslováquia    | 57.74   |       |
| 44   | 2       | 4    | Aleksandra Polańska   | Polónia       | 57.92   |       |
| 45   | 2       | 0    | Sezin Eliguel         | Turquia       | 58.07   |       |
| 46   | 1       | 3    | Ani Poghosyan         | Armênia       | 59.48   |       |
| 47   | 1       | 6    | Fatima Alkaramova     | Azerbaijão    | 59.49   |       |
| 48   | 1       | 4    | Sara Lettoli          | San Marino    | 1:00.01 |       |
| 49   | 1       | 2    | Elisa Bernardi        | San Marino    | 1:00.49 |       |
| 50   | 1       | 5    | Nikol Merizaj         | Albânia       | 1:00.59 |       |
| 51   | 1       | 7    | Fjorda Shabani        | Kosovo        | 1:02.74 |       |
| 52   | 1       | 1    | Eda Zeqiri            | Kosovo        | DNS     | DNS   |
| 52   | 4       | 0    | Valentine Dumont      | Bélgica       | DNS     | DNS   |
| 52   | 4       | 9    | Mimosa Jallow         | Finlândia     | DNS     | DNS   |
| 52   | 6       | 5    | Ranomi Kromowidjojo   | Países Baixos | DNS     | DNS   |
| 52   | 6       | 6    | Annika Bruhn          | Alemanha      | DNS     | DNS   |

### Semifinal
Esses foram os resultados das semifinais. 
Semifinal 1
| Pos. | Raia | Nadadora            | Nacionalidade | Tempo | Notas |
| ---- | ---- | ------------------- | ------------- | ----- | ----- |
| 1    | 4    | Sarah Sjöström      | Suécia        | 52.67 | Q, =  |
| 2    | 5    | Femke Heemskerk     | Países Baixos | 53.35 | Q     |
| 3    | 3    | Freya Anderson      | Reino Unido   | 53.90 | Q     |
| 4    | 6    | Federica Pellegrini | Itália        | 54.28 | Q     |
| 5    | 2    | Anika Apostalon     | Chéquia       | 54.74 |       |
| 6    | 7    | Katarzyna Wilk      | Polónia       | 54.81 |       |
| 7    | 1    | Nina Kost           | Suíça         | 54.88 |       |
| 8    | 8    | Anna Hopkin         | Reino Unido   | 55.15 |       |

Semifinal 2
| Pos. | Raia | Nadadora         | Nacionalidade | Tempo | Notas |
| ---- | ---- | ---------------- | ------------- | ----- | ----- |
| 1    | 5    | Charlotte Bonnet | França        | 53.55 | Q     |
| 2    | 6    | Maria Kameneva   | Rússia        | 53.60 | Q,    |
| 3    | 2    | Marie Wattel     | França        | 54.12 | Q     |
| 4    | 3    | Signe Bro        | Dinamarca     | 54.27 | Q     |
| 5    | 8    | Lidón Muñoz      | Espanha       | 54.64 |       |
| 6    | 4    | Pernille Blume   | Dinamarca     | 54.71 |       |
| 7    | 1    | Andrea Murez     | Israel        | 55.05 |       |
| 8    | 7    | Arina Openysheva | Rússia        | 57.07 |       |

### Final
Esse foi o resultado da final. 
| Pos.              | Raia | Nadadora            | Nacionalidade | Tempo | Notas |
| ----------------- | ---- | ------------------- | ------------- | ----- | ----- |
| Medalha de ouro   | 4    | Sarah Sjöström      | Suécia        | 52.93 |       |
| Medalha de prata  | 5    | Femke Heemskerk     | Países Baixos | 53.23 |       |
| Medalha de bronze | 3    | Charlotte Bonnet    | França        | 53.35 |       |
| 4                 | 2    | Freya Anderson      | Reino Unido   | 53.61 | EJ    |
| 5                 | 8    | Federica Pellegrini | Itália        | 54.04 |       |
| 6                 | 6    | Maria Kameneva      | Rússia        | 54.07 |       |
| 7                 | 7    | Marie Wattel        | França        | 54.52 |       |
| 8                 | 1    | Signe Bro           | Dinamarca     | 54.56 |       |

Legenda
| Recorde mundial       | Recorde mundial (World record)               |                       | Recorde africano                      | Recorde africano (African) |                                           | Q | Classificado por posição (Qualified) |
| Recorde do campeonato | Recorde do campeonato (Championship record)  | Recorde da América    | Recorde da América (Americas)         | q                          | Classificado por melhor tempo (Qualified) |   |                                      |
| Melhor marca do ano   | Melhor marca do ano (World leading)          | Recorde asiático      | Recorde asiático (Asian)              | DNS                        | Não largou (Did not start)                |   |                                      |
| Recorde nacional      | Recorde nacional (National record)           | Recorde europeu       | Recorde europeu (European)            | DNF                        | Não terminou (Did not finish)             |   |                                      |
| Recorde pessoal       | Recorde pessoal do atleta (Personal best)    | Recorde da Oceania    | Recorde da Oceania (Oceania)          | DSQ / DQ                   | Desclassificado (Disqualified)            |   |                                      |
| Recorde da temporada  | Recorde da temporada do atleta (Season best) | Recorde sul-americano | Recorde sul-americano (South America) | NM                         | Sem marca (No mark)                       |   |                                      |